# Carbono asimétrico

Los dos enantiómeros de bromoclorofluorometano

Un carbono asimétrico, carbono estereogénico o carbono quiral es un átomo de carbono que está enlazado con cuatro sustituyentes o elementos diferentes. Puede presentarse en algunos compuestos orgánicos, es decir, en aquellos que están presentes en los seres vivos, como los glúcidos. También se le conoce como estereocentro, centro asimétrico y centro estereogénico.
La presencia de uno o varios átomos de carbono asimétrico en un compuesto químico es responsable de la existencia de isomería óptica. Cada una de las dos estructuras diferentes que pueden formarse tienen los mismos átomos y los mismos enlaces pero no pueden superponerse una sobre otra, como ocurre con las dos manos de una persona. Se llaman enantiómeros y se diferencian en la dirección en la que desvían la luz polarizada por lo que se llaman formas ópticamente activas.

## Importancia
La quiralidad es de gran importancia biológica debido a que como resultado de esta propiedad podemos elaborar fármacos, además es de gran importancia debido a que casi todas las moléculas de nuestro cuerpo son quirales. Debido a esta propiedad son posibles las interacciones específicas entre enzimas y sustratos.

## Razón de la quiralidad en las moléculas
Dos moléculas que no son idénticas a sus imágenes especulares existen en dos formas enantiómeras y son quirales. La quiralidad surge principalmente como consecuencia de la estereoquímica tetraédrica de los átomos de carbono con hibridación sp3. Una de las causas más comunes de la quiralidad es la presencia de un átomo de carbono unido a cuatro grupos diferentes, por ejemplo el átomo de carbono quiral del ácido láctico:

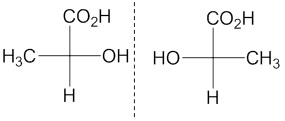
Molécula quiral. Ácido láctico

## Isomería espacial (enantiómeros)
Cuando el grupo hidroxilo está ubicado a la izquierda del carbono quiral indica que se trata de una molécula L, mientras que si está a la derecha es D. En el caso de los monosacáridos podemos encontrar la D-Glucosa y la L-Glucosa, dependiendo de en qué lado esté el grupo hidroxilo en el carbono asimétrico más alejado del carbonilo, en este caso, el carbono número cuatro. El carbono asimétrico diferencia 2 formas del mismo monosacárido.